# Neoperla naviculata
Neoperla naviculata és una espècie d'insecte plecòpter pertanyent a la família dels pèrlids. En el seu estadi immadur és aquàtic i viu a l'aigua dolça, mentre que com a adult és terrestre i volador. Es troba a Malèsia: Borneo.

## Subespècies
- Neoperla naviculata crux (Zwick, 1986).
- Neoperla naviculata naviculata (Klapálek, 1909)[4]